# Duane Eddy
Duane Eddy (Corning (New York), 26 april 1938 – Franklin (Tennessee), 30 april 2024) was een Amerikaanse gitarist. Hij brak eind jaren vijftig in de VS door met een aantal instrumentale rock-'n-rollhits en wordt sindsdien beschouwd als een belangrijke grondlegger van het "twangy" gitaargeluid: een stijl waarbij vooral losse noten op de lage snaren van de elektrische gitaar worden gespeeld, voorzien van nadrukkelijke galm, vibrato, tremolo en buiging van de snaren.
Aan het begin van de jaren zestig was Eddy een van de populairste artiesten van Amerika. Gedurende zijn carrière werden over de hele wereld meer dan 100 miljoen geluidsdragers van hem verkocht. In 1994 eerde de Amerikaanse muziekindustrie hem door hem op te nemen in de Rock & Roll Hall of Fame. Volgens dat instituut geldt hij zelfs als "de succesvolste instrumentalist in de geschiedenis van de rockmuziek".
Eddy scoorde in de VS vijftien top 40-singles, maar nooit een nummer 1-hit. Tot zijn beroemdste opnames behoren "Because They're Young" (1960), "Rebel Rouser" (1958), "Forty Miles of Bad Road" (1959), "Londonderry Air" (1961), "Dance with the Guitar Man" (1962) en "Boss Guitar" (1962).
Een remake van Henry Mancini's thema van de televisieserie Peter Gunn, die Duane Eddy opnam met de Britse band Art of Noise kreeg in 1986 de Grammy Award voor Beste Rock Instrumental.
De opname "Because They're Young"  wordt gebruikt als begin tune voor het Radio 2 programma "De Pré Historie".

## Biografie

### Eerste stappen
Duane Eddy was vijf jaar oud toen hij zijn familie vermaakte met gitaarimitaties van zijn cowboyheld Gene Autry.
Het gezin Eddy verhuisde begin jaren vijftig naar Phoenix, Arizona waar vader voor Safeways werkte.
Duane kocht zijn eerste gitaar een "Goldtop Les Paul" in 1953. Twee jaar later, op zijn 17e, ging hij spelen samen met schoolmaat Jimmy Delbridge (piano). Het tweetal trad op in en rondom Coolidge en maakte zijn radiodebuut op de lokale zender KCKY. Het duo noemde zich een tijdje "The Pinal Country Twisters" en raakte bevriend met radio-diskjockey Barton Lee Hazlewood. Regelmatig ondernam het trio onder leiding van Lee tripjes naar Phoenix voor countrymuziek in Madison Square Garden, waar de mannen de jonge gitarist Al Casey leerden kennen.
In de zomer van 1955 reden ze gedrieën naar Ramsey's Recorders in Phoenix waar Lee de eerste plaat van het duo Jimmy & Duane produceerde: 'I want some lovin' baby'/'Soda fountain girl'.
Hazlewood betaalde $150 om de opnames te persen op het door hem verzonnen EB X. Preston label door Four Star Records in Los Angeles.
In 1956 verscheen het duo op tv (KTVK in Phoenix), in de show 'The Hit Parade'. Eddy ontwikkelde een eigen twangy Rock-'n-Roll-elektrische-gitaar-sound, en maakte zich los van het country-imago.

### De doorbraak
Toen hij in 1957 door Dick Clark werd uitgenodigd voor de 'Saturday Night Beechnut Show' waar hij 'Ramrod' ten gehore bracht, stroomden de orders binnen. Vreemd genoeg kreeg Duane alle credits voor 'Ramrod', maar was het Al Casey die speelde op de plaat. Samen met Casey formeerde hij in 1958, in de James Dean-hoogtijdagen, de band The Rebels met Larry Knechtel op piano, Al Casey op gitaar, Jim Horn, Steve Douglas en John Johnson Jr. op sax, Ike Clanton op bas en Mike Bermani op drums. De band speelde in verschillende samenstellingen.
De eerste single die werd opgenomen was "Movin 'n groovin". Die leverde een platencontract met Jamie records op. De eerste echte hit (nummer 6 op 28 juli 1958) was "Rebel Rouser" waarna Lester Still van Jamie met de uitdrukking Twangy op de proppen kwam die Eddy de bijnaam Mr. Twang bezorgde. Inmiddels kreeg hij ook aandacht in Clarks' populaire programma American Bandstand.
Op 9 januari 1959 werd Duane Eddy's debuutalbum, "Have Twangy Guitar Will Travel ", gelanceerd waarmee hij direct groot succes had. De lp bezorgde hem een nummer 5-notering in de lp-lijsten en bleef 82 weken in de hitlijst genoteerd staan. Zijn grootste successen beleefde Duane Eddy in de eerste helft van de jaren zestig.
In 1959 haalde Eddy ook met de single "Forty Miles Of Bad Road" de top 10. Een jaar later vertolkte hij de titelsong van Dick Clarks "Because They're Young", een nummer met Eddy's sonore gitaarsound tegen violen op de achtergrond.
Na 1963 was het scoren van hits voor Duane Eddy voorbij, door opkomst van andere bands/muziekstromingen en met name de Britse invasie van groepen als The Beatles.
In 1962 verwisselde Duane het Jamie records-platenlabel voor RCA en trouwde hij met Phoenix singer/songwriter Jessi Colter, een huwelijk dat standhield tot 1968.
Duane ging in 1965 van RCA naar het Colpix label.
Eddy overleed op 30 april 2024 op 86-jarige leeftijd.

## Discografie
| Plaat#       | Titel                                          | jaar |
| ------------ | ---------------------------------------------- | ---- |
| EB X Preston |                                                |      |
| 212          | Soda Fountain Girl/I Want Some Lovin' Baby     | 1956 |
| Ford         |                                                |      |
| 500          | Ramrod/Caravan                                 | 1957 |
| Jamie        |                                                |      |
| 1101         | Moovin 'N' Groovin'/Up & Down                  | 1958 |
| 1104         | Rebel Rouser/Stalkin                           | 1958 |
| 1109         | Ramrod/The Walker                              | 1958 |
| 1111         | Cannonball/Mason Dixon Lion                    | 1958 |
| 1117         | The Lonely One/Detour                          | 1959 |
| 1122         | Yep!/Three-Thirty Blues                        | 1959 |
| 1126         | Forty Miles of Bad Road/Quiet Three            | 1959 |
| 1130         | Some Kinda Earthquake/First Love, First Tears  | 1959 |
| 1144         | Bonnie Came Back/Lost Island                   | 1960 |
| 1151         | Shazam!/The Secret Seven                       | 1960 |
| 1156         | Because They're Young/Rebel Walk               | 1960 |
| 1163         | Kommotion/Theme For Moon Children              | 1960 |
| 1168         | Peter Gunn/Along The Navajo Trail              | 1960 |
| 1175         | Pepe/Lost Friend                               | 1961 |
| 1183         | Theme From Dixie/Gidget Goes Hawaiian          | 1961 |
| 1187         | Ring of Fire/Bobbie                            | 1961 |
| 1195         | Drivin' Home/Tammy                             | 1961 |
| 1200         | My Blue Heaven/Along Came Linda                | 1961 |
| Gregmark     |                                                |      |
| 5            | Caravan/Caravan Pt.2                           | 1961 |
| Jamie        |                                                |      |
| 1206         | The Avenger/Londonderry Air                    | 1961 |
| 1209         | Trambone/The Battle                            | 1962 |
| 1224         | Runaway Pony/Just Because                      | 1962 |
| RCA          |                                                |      |
| 7999         | Deep In The Heart of Texas/Saints "&" Sinners  | 1962 |
| 8047         | Ballad of Paladin/The Wild Westerner           | 1962 |
| 8087         | (Dance With The) Guitar Man/Stretchin' Out     | 1962 |
| 8131         | Boss Guitar/Desert Rat                         | 1963 |
| 8180         | Lonely Boy, Lonely Guitar/Joshin'              | 1963 |
| 8214         | Your Baby's Gone Surfin'/Shuckin'              | 1963 |
| 8276         | Son of Rebel Rouser/Story of Three Loves       | 1964 |
| 8335         | Guitar Child/Jerky Jalopy                      | 1964 |
| 8376         | Water Skiing/Theme From “A Summer Place”       | 1964 |
| 8442         | Guitar Star/The Iguana                         | 1964 |
| 8507         | Moonshot/Roughneck                             | 1965 |
| Colpix       |                                                |      |
| 779          | Trash/South Phoenix                            | 1965 |
| 788          | Don't Think Twice/House of The Rising Sun      | 1965 |
| 795          | El Rancho Grande/Poppa's Movin' On             | 1966 |
| Reprise      |                                                |      |
| 0504         | Daydream/This Guitar Was Made For Twangin'     | 1966 |
| 0557         | Monsoon/Roarin'                                | 1967 |
| 0622         | Guitar On My Mind/Wicked Woman From Wickenburg | 1967 |
| 0662         | This Town/There Is A Mountain                  | 1968 |
| 0690         | Niki Hoeky/Velvet Nights                       | 1968 |

## Prijzen
- 1962 - Guild DE - 500 Signature Guitar
- Number One Rock and Roll Instrumentalist of All Time - Billboard Magazine
- 1986 - 'Best Rock Instrumental' Grammy met Peter Gunn
- Grammy Nomination 'Best Country Instrumental'
- 1994 - Rock and Roll Hall of Fame Member
- 1997 - Gretsch Duane Eddy Signature Model DE 6120
- 2004 - Legend Award - Guitar Player Magazine
- 2008 - Musicians Hall of Fame.
- Gibson Duane Eddy Signature Model Guitar 2

## Noot
1. ↑  https://web.archive.org/web/20070626030342/http://rockhall.com/inductee/duane-eddy
2. ↑  (en) Remembering 'Rebel Rouser' rock icon Duane Eddy, dead at 86

- Bibsys: 8032086
- Biblioteca Nacional de España: XX913595
- Bibliothèque nationale de France: cb138935823 (data)
- Gemeinsame Normdatei: 134364678
- International Standard Name Identifier: 0000 0001 1476 2418
- Library of Congress Control Number: n95043279
- MusicBrainz: efc0ee36-ad69-45af-8602-991b254b7529
- Bibliotheek van het Japanse parlement: 001167224
- Nationale Bibliotheek van Tsjechië: mzk2005271959
- Nationale bibliotheek van Australië: 61190267
- Nationale Bibliotheek van Israël: 987007504416505171
- Nationale en Universitaire bibliotheek Zagreb: 000114484
- Nederlandse Thesaurus van Auteursnamen: 097313661
- SNAC: w6wz2wc0
- Système universitaire de documentation: 159835704
- Virtual International Authority File: 84608571
- WorldCat: E39PBJwmQFPbTjdFPtPPDJcByd